# De wilde boerndochtere
«De wilde boerndochtere» es una canción interpretada por el músico belga Ivan Heylen, publicada en abril de 1974 como el segundo y último sencillo de su primer álbum de estudio De werkmens (1973).

## Rendimiento comercial
«De wilde boerndochtere» marcó la primera vez que Heylen se posicionó en las listas de sencillos en Países Bajos. El sencillo debutó en el número 16 en la lista Nederlandse Top 40 el 18 de mayo de 1974. «De wilde boerndochtere» alcanzó el puesto número 1 en la semana del 1 de junio y se mantuvo en esa posición durante cuatro semanas.

## Lista de canciones
Todas las canciones escritas y compuestas por Ivan Heylen.
1. «De wilde boerndochtere» – 4:15
2. «'k Had zo geirn mee a» – 2:33

## Posicionamiento

### Gráfica semanal
| Gráfica (1974)                       | Pico de posición |
| ------------------------------------ | ---------------- |
| Bélgica (Flandes) (Ultratop Singles) | 3                |
| Países Bajos (Nederlandse Top 40)    | 1                |
| Países Bajos (Single Top 100)        | 1                |

### Gráfica de fin de año
| Gráfica (1974)                       | Pico de posición |
| ------------------------------------ | ---------------- |
| Bélgica (Flandes) (Ultratop Singles) | 31               |
| Países Bajos (Nederlandse Top 40)    | 18               |
| Países Bajos (Single Top 100)        | 13               |